# Junioreuropamästerskapet i ishockey 1973
Junioreuropamästerskapet i ishockey 1973 var 1973 års upplaga av turneringen.

## Grupp A
Spelades i Leningrad i Ryska SFSR i Sovjetunionen under perioden 20-27 mars 1973.
| Lag                | Sovjetunionen | Sverige | Tjeckoslovakien | Finland | Schweiz | Västtyskland | gjorda mål/insläppta mål | poäng |
| ------------------ | ------------- | ------- | --------------- | ------- | ------- | ------------ | ------------------------ | ----- |
| 1. Sovjetunionen   | —             | 6-2     | 8-2             | 13-0    | 10-2    | 16-2         | 53-08                    | 10    |
| 2. Sverige         | 2-6           | —       | 3-3             | 16-2    | 15-2    | 9-3          | 45-16                    | 07    |
| 3. Tjeckoslovakien | 2-8           | 3-3     | —               | 3-2     | 12-3    | 7-3          | 27-19                    | 07    |
| 4. Finland         | 0-13          | 2-16    | 2-3             | —       | 7-0     | 7-3          | 18-35                    | 04    |
| 5. Schweiz         | 2-10          | 2-15    | 3-12            | 0-7     | —       | 5-3          | 12-47                    | 02    |
| 6. Västtyskland    | 2-16          | 3-9     | 3-7             | 3-7     | 3-5     | —            | 14-44                    | 0     |

Västtyskland nedflyttade till 1974 års B-grupp.

## Priser och utmärkelser
- Poängkung: Vladimir Golikov  (15 poäng)
- Bästa målvakt: Göran Högosta, Sverige
- Bästa försvarare: Frantisek Joun, Tjeckoslovakien
- Bästa anfallare: Viktor Žluktov, Sovjetunionen

## Grupp B
Spelades i Nederländerna i mars-april 27 mars 1973

### Första omgången
grupp 1
| Lag              | Italien | Jugoslavien | Österrike | Norge | Nederländerna | gjorda mål/insläppta mål | poäng |
| ---------------- | ------- | ----------- | --------- | ----- | ------------- | ------------------------ | ----- |
| 1. Italien       | —       | 5-5         | 6-1       | 7-6   | 4-2           | 22-14                    | 7     |
| 2. Jugoslavien   | 5-5     | —           | 4-4       | 5-5   | 7-2           | 21-16                    | 5     |
| 3. Österrike     | 1-6     | 4-4         | —         | 5-5   | 5-2           | 15-17                    | 4     |
| 4. Norge         | 6-7     | 5-5         | 5-5       | —     | 2-2           | 18-19                    | 3     |
| 5. Nederländerna | 2-4     | 2-7         | 2-5       | 2-2   | —             | 08-18                    | 1     |

grupp 2
| Lag          | Polen | Rumänien | Frankrike | Danmark | Bulgarien | gjorda mål/insläppta mål | poäng |
| ------------ | ----- | -------- | --------- | ------- | --------- | ------------------------ | ----- |
| 1. Polen     | —     | 6-0      | 10-2      | 17-3    | 11-1      | 44-06                    | 8     |
| 2. Rumänien  | 0-6   | —        | 12-4      | 9-4     | 9-1       | 30-15                    | 6     |
| 3. Frankrike | 2-10  | 4-12     | —         | 3-5     | 5-2       | 14-29                    | 2     |
| 4. Danmark   | 3-17  | 4-9      | 5-3       | —       | 1-3       | 13-32                    | 2     |
| 5. Bulgarien | 1-11  | 1-9      | 2-5       | 3-1     | —         | 07-26                    | 2     |

### Placeringsmatcher
| Nionde plats | Bulgarien   | 4-3                  | Nederländerna |  |
| Sjunde plats | Norge       | 9-0 (3-0, 1-0, 5-0)  | Danmark       |  |
| Femte plats  | Frankrike   | 7-4 (0-3, 3-1, 4-0)  | Österrike     |  |
| Tredje plats | Jugoslavien | 5-3 (1-2, 1-1, 3-0)  | Rumänien      |  |
| Final        | Polen       | 12-6 (9-0, 1-2, 2-4) | Italien       |  |

Polen uppflyttade till 1974 års A-grupp.

### Fotnoter
1. ↑  ”Championnat d'Europe 1973 des moins de 19 ans” (på franska). Hockeyarchives. 11 mars 1973. http://www.passionhockey.com/hockeyarchives/U-19_1973.htm. Läst 29 november 2014.